# Площа Октогон

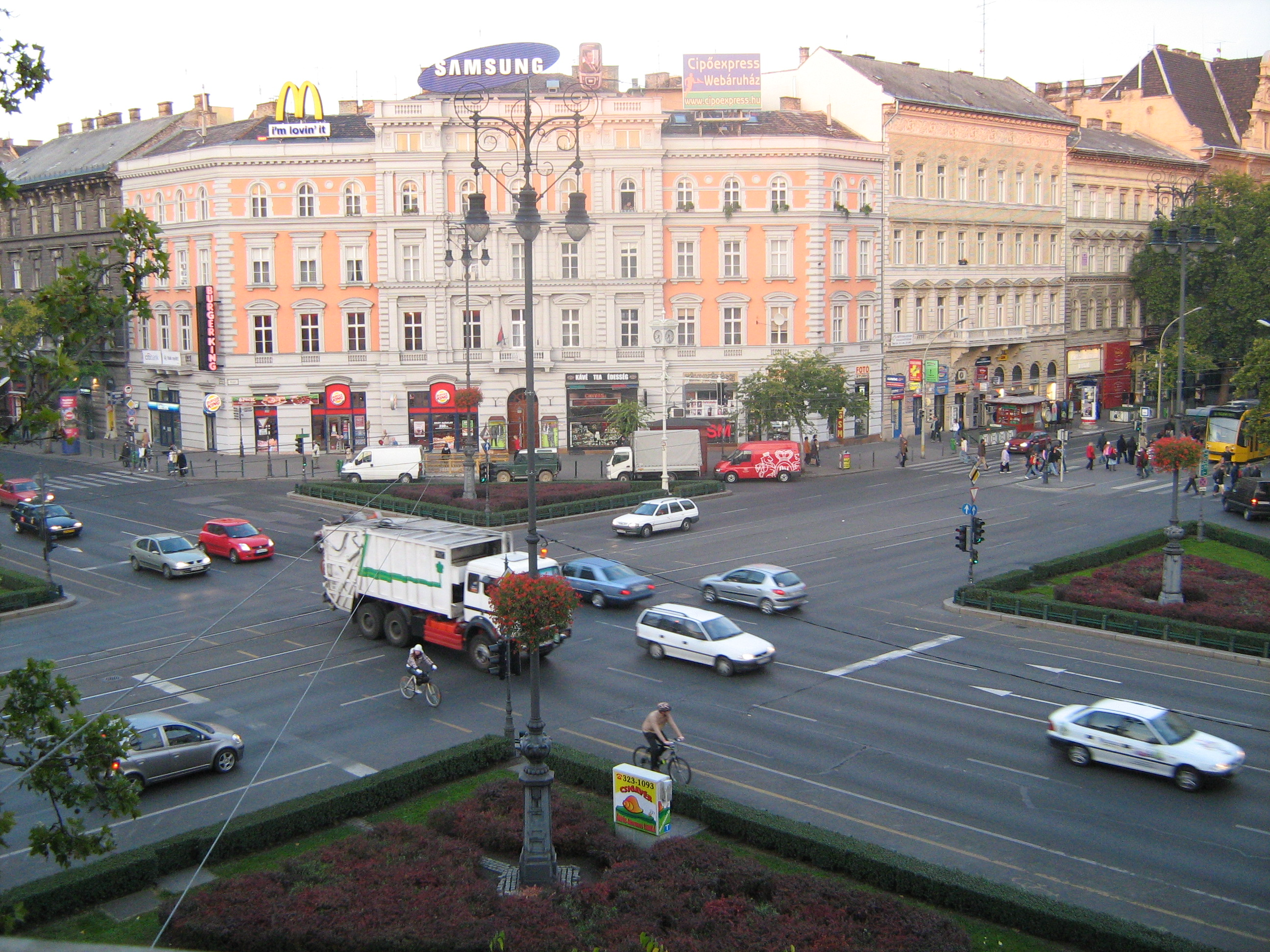
Площа Октогон

Площа Октогон (угор. Oktogon tér) в Будапешті утворює перетин проспекту Андраші з Великим бульварним кільцем.
Назва площі дала її форма (Oktogon — «восьмикутник»). Будинки, побудовані на площі в 1870-ті за проектом Антала Скальніцького, утворюють восьмикутник. Під площею розташовується станція «Октогон» 1-ї «малої» лінії Будапештського метрополітену.
У 1936—1945 площа носила ім'я Муссоліні, а в післявоєнний період мала назву Площа 7 листопада.
У 1990 площі повернули її споконвічну назву.